# Ilja Jefimovič Repin
Ilja Jefimovič Repin [iljá jefímovič répin] (rusko Илья́ Ефи́мович Ре́пин, ukrajinsko Ілля Юхимович Рєпін), ruski slikar in kipar ukrajinskega rodu, * 5. avgust (24. julij, julijanski koledar) 1844, Čugujev, Harkovska gubernija (danes Čugijiv, Ukrajina), † 29. september 1930, Kuokala, Finska (danes Repino, Leningrajska oblast, Rusija).

## Življenje in delo
Repin je bil glavni predstavnik umetniške šole Peredvižnikov. Njegova realistična dela velikokrat izražajo ostro kritiko tedanjega obstoječega družbenega reda.
Njegov oče je bil častnik. Leta 1863 je Repin z malo denarja odšel v Sankt Peterburg. Najprej je študiral pri Kramskem v Grafični umetniški šoli Društva za podpiranje umetnosti. Leta 1866 se je vpisal na tamkajšnjo Carsko akademijo umetnosti. Diplomiral je leta 1871 in je med letoma 1873 in 1876 preživel kot njen štipendist v Italiji in Parizu. Slikal je kmete, prodajalke rib in prizore iz trgovskega življenja.
Leta 1878 se je pridružil gibanju Peredvižnikov in postal ena vodilnih oseb tega gibanja. Od leta 1882 je živel v Sankt Peterburgu, vendar je velikokrat potoval v tujino. Navdihnilo ga je Rembrandtovo delo portretov starejših osebnosti in je tudi sam naslikal portrete znamenitih Rusov, kot so Tolstoj, Mendelejev, Pobedonoscev in Musorgski. Leta 1893 je postal član Carske akademije umetnosti. Med letoma 1894 in 1907 je poučeval na Carski akademiji umetnosti in v šoli Teniševa. Leta 1903 je od ruske vlade dobil naročilo za svojo najbolj veličastno sliko, 400 × 877 cm veliko oljno sliko, Svečano zasedanje Državnega sveta Carske Rusije.
Leta 1917 je po oktobrski revoluciji njegov dom Penati, severno od Sankt Peterburga ob Finskem zalivu pripadel Finski. Lenin ga je povabil, da se vrne v Rusijo, vendar je bil prestar, da bi odšel na pot.
Repinova najbolj znana dela so poleg portretov znamenitih osebnosti še: 
- Ivan Grozni in njegov sin Ivan (1885),
- Vozniki barže na Volgi (1870-1873) in
- Odgovor zaporoških kozakov turškemu sultanu Mehmedu IV. (1880-1891).